# Mahakala

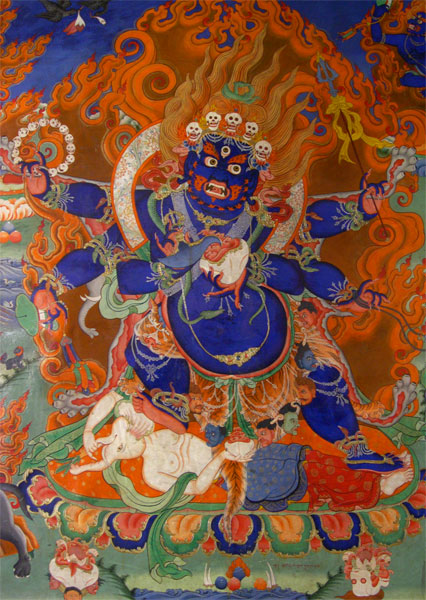
Mahakala à six bras

Mahakala est une déité dharmapala protectrice du dharma dans le bouddhisme vajrayāna (bouddhisme tibétain et bouddhisme Shingon). Mahakala est aussi un des noms de Shiva dans l'hindouisme.
Dans le bouddhisme japonais, Mahakala (en japonais Daikoku), appartient à la quatrième hiérarchie de divinités (tenbu). İl est aussi une divinité protectrice du Bhoutan et de sa monarchie : une coiffe brodée surmontée d’une tête de corbeau, symbole de Mahakala, est placée sur la tête d’un nouveau roi.

## Nom
Mahākāla est un bahuvrihi sanskrit de mahā (« grand ») et kāla (« noir » ou temps). La traduction tibétaine littérale est « Nagpo Chenpo » (tibétain : ནག་པོ་ཆེན་པོ, Wylie : nag po chen po), le grand noir ; cependant, en se référant à cette divinité, les Tibétains utilisent régulièrement le mot « Gonpo » ( Wylie : mgon po), traduction du mot sanscrit Nāth signifiant le « seigneur » ou le « protecteur », ce qui, paradoxalement à son aspect courroucé, laisse supposer que c'est une divinité paisible.

## Description
Mahakala est pratiqué et vénéré dans toutes les écoles tantriques du bouddhisme tibétain. Cependant, il est dépeint de différentes façons, chacune avec des qualités et des aspects distincts. Il est aussi considéré comme l'émanation d'êtres différents, à savoir Avalokiteśvara (en tibétain Chenrezig) ou Cakrasamvara (en tibétain Korlo Demchog,  Wylie : ’khor-lo bde-mchog) dans les traditions Kagyüpa et Shangpa.
Il existe plusieurs sortes de formes de Mahakala qui en tant que protecteur est émané à partir de l'essence du tantra dont il a la charge.
Ainsi, il existe des protecteurs particuliers dans les tantras pères, mères et non-duels du Mahamudra, d'autres types et formes de protecteurs existent dans les écoles qui se réclament du Dzogchen. 
Mahakala est classiquement de couleur noire. Tout comme toutes les couleurs sont absorbées et dissoutes dans le noir, tous les noms et les formes sont dits se fondre dans ceux de Mahakala, ce qui symbolise sa nature globale et complète. Le noir peut représenter aussi l'absence totale de couleur, et encore dans ce cas il signifie la nature de Mahakala comme ultime ou réalité absolue. Ce principe est connu en sanscrit comme « nirguna », au-delà de toute qualité et de toute forme, et il est symbolisé par les deux interprétations.
Mahakala est presque toujours représenté avec une couronne de cinq crânes, qui figurent la transformation des cinq kleshas (les afflictions) dans les Cinq sagesses de Bouddha. 
La variation la plus notable dans les manifestations et représentations de Mahakala réside dans le nombre de ses bras et postures, mais les autres détails peuvent varier aussi. Par exemple, dans quelques cas il y a des Mahakalas en blanc, avec des têtes multiples, sans organes génitaux, se tenant sur des nombres variables de diverses choses, tenant divers instruments, avec des ornements alternatifs, et ainsi de suite.

## Manifestations

### Mahakalas à six bras

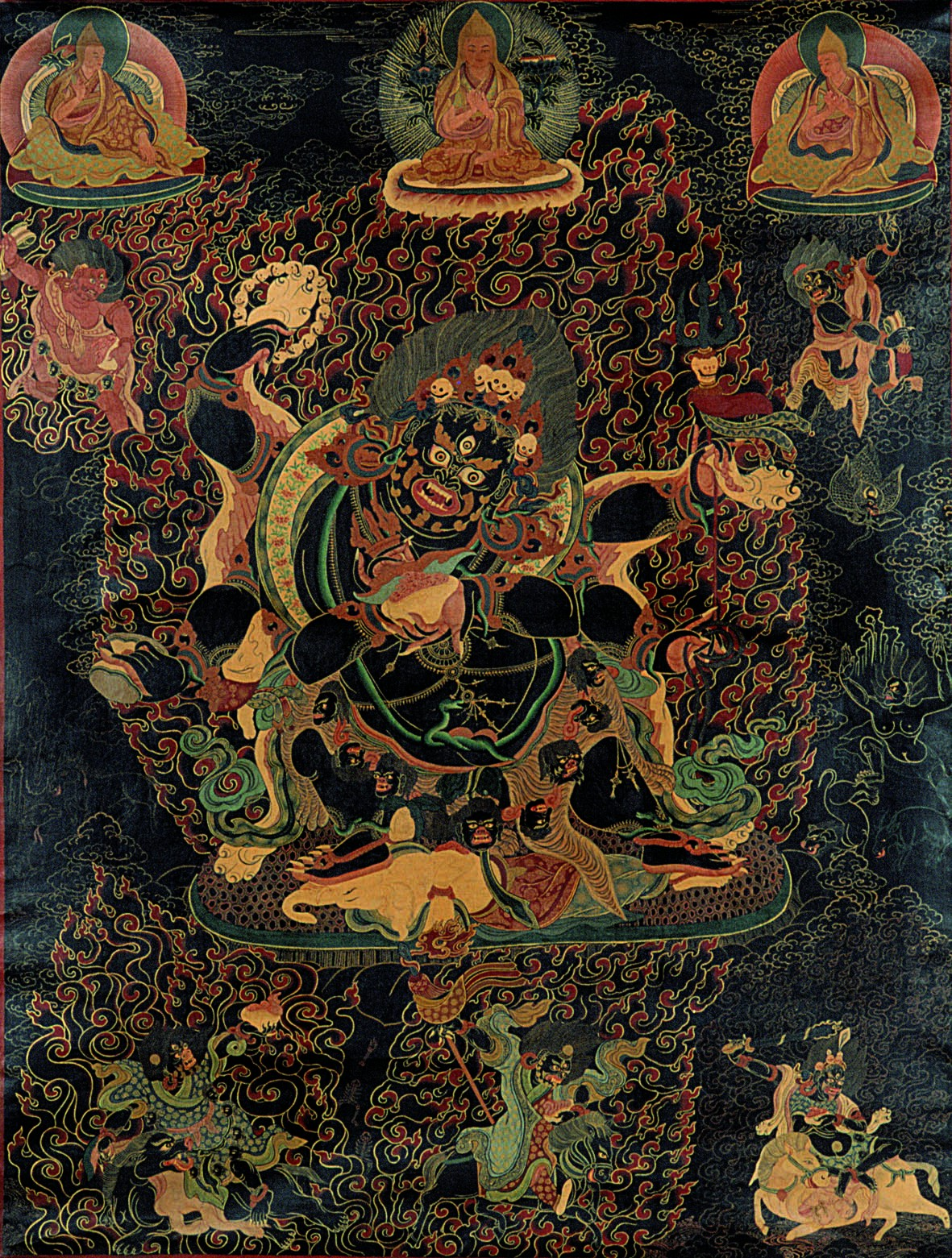
Mahakalas à Six Bras

Un Mahakala à Six Bras (Skr: Shad-bhuja Mahakala, Wylie: mGon po phyag drug pa) appelé Nyingshuk est favorisé par l'ordre Gelugpa du bouddhisme tibétain, et dans cette manifestation est considéré comme étant une émanation féroce et puissante du bodhisattva de la compassion. 
Il est paré des attributs symboliques suivants : 
1. Les six bras signifient l'achèvement réussi des six perfections (shad-paramita) qui sont pratiquées et amenées à la perfection par les bodhisattvas pendant le cours de leur entraînement.
2. Divers instruments dans chaque main ayant chacun une symbolique propre.

Nyingshuk provient de Khyungpo Naljor, le fondateur de l'école Shangpa Kagyü, et s'est diffusé à l'ensemble des lignées — Sakyapa, Nyingmapa, et Gelugpa, de même que les diverses lignées Kagyüpa. Il y a aussi des lignées Terma des diverses formes de Mahakalas à Six Bras. Nyinghsuk, bien que dérivé du Shangpa, n'est pas le Shangpa majeur — c'est une posture de danse, plutôt que de se tenir droit, et est une pratique de Mahakala très avancée. 
Il y a aussi un Mahakala à Six Bras Blanc (en sanskrit : Shad-bhuja Sita Mahakala; en tibétain selon le système Wylie : mGon po yid bzhin nor bu) populaire parmi les Gelugpas Mongols. Dans ce cas, il est une « divinité de richesse », soutenant en particulier le confort et le bien-être économique des pratiquants des tantras. Comme tel, son iconographie diffère dans la forme et le symbolisme, avec son bol de crâne kapala contenant divers bijoux au lieu des restes mortels habituellement décrits, et une couronne de bijoux au lieu des crânes. La description suivante est trouvée dans son sadhana : « Son corps est blanc. Son visage est courroucé et il a trois yeux. Il a six bras. Son bras principal de droite tient un Bijou (cintamani) réalisant les souhaits monté sur une poignée bijou-renversé, devant sa poitrine ».

### Mahakalas à quatre bras
Divers Mahakalas à quatre bras (en sanskrit : Chatur-bhuja Mahakala; en tibétain (Wylie) : mGon po phyag bzhi pa) sont les protecteurs initiaux des écoles Karma-kagyu et Drikung Kagyu du bouddhisme tibétain. Un Mahakala à quatre bras est aussi trouvé dans l'école Nyingmapa, bien que le protecteur initial des enseignements Dzogchen (Mahasandhi en sanskrit), point culminant de la philosophie Nyingmapa, soit Ekajati. 
Les quatre bras de cette manifestation de Mahakala exécutent les quatre karmas positifs ou actions suivantes, qui sont dites être sa faveur spécifique à ses fidèles : 
- Pacifier la maladie, les obstacles et les ennuis.
- Augmenter la vie, les bonnes qualités et la sagesse.
- Attirer tout ce dont les pratiquants du dharma ont besoin et amener les gens au dharma.
- Détruire la confusion, le doute et l'ignorance.

### Mahakalas à deux bras

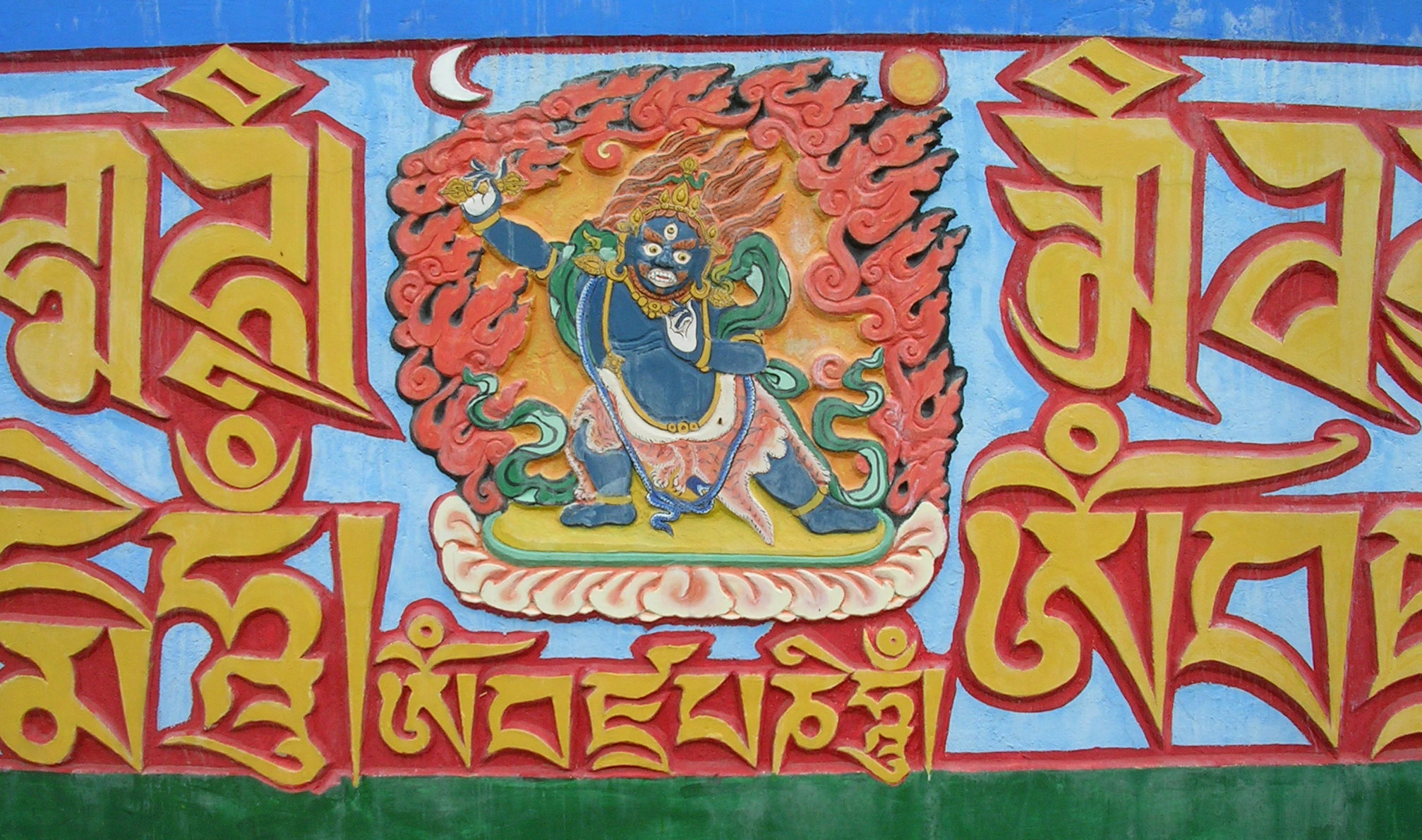
Mahakala de couleur bleu à deux bras, Dag Shang Kagyu.

Le Mahakala à deux bras appelé Bernakchen (tibétain : བེར་ནག་ཅན་, Wylie : ber nag can ; le Manteau Noir) est protecteur de l'école Karma-kagyu, bien qu'il dérive d'un terma Nyingmapa, et a été adopté par l'école Karma Kagyu à l'époque du 2e Karmapa, Karma Pakshi. Il est souvent représenté avec son épouse Vetali, et avec Rahula parmi son escorte. (Il est souvent considéré comme le protecteur initial, mais c'est en fait le protecteur principal du Karmapa en particulier. Mahakala Chakshipa, un mahakala à quatre bras, est techniquement le protecteur initial. Chakdrupa, un mahakala à six bras, est aussi commun dans l'école Kagyupa). 
Un rituel lié à Mahakala, « Éliminer la Colère par le Feu » (tibétain : སཌང་བ་རྣམ་སྲེག, Wylie : sDang ba  rnam sreg) a été écrit par le 6e karmapa à la demande du 1er Gyaltsap Rinpoché.
Panjaranatha Mahakala, le « Seigneur des Charmes » ou  le « Seigneur du Pavillon », une émanation de Manjushri, est le protecteur de l'école Sakyapa du bouddhisme tibétain.

## Livres
- Ladrang Kalsang (auteur), Pema Thinley (traducteur), The Guardian Deities of Tibet, Delhi, 1996, réimpression en 2003, Winsome Books India,  (ISBN 81-88043-04-4).
- Jean-François Moles, La danse de Mahakala, Cylibris éditions. Thriller d'une grande érudition sur Mahakala et la civilisation hittite.